# Kiyomi Katō (lutte)
Pour les articles homonymes, voir Kiyomi Kato.
Kiyomi Katō (加藤喜代美, Katō Kiyomi), né le 8 mars 1948 à Asahikawa (Japon), est un lutteur japonais, champion olympique de lutte libre lors des Jeux olympiques d'été de 1972 à Munich.

## Palmarès
- Jeux olympiques
  -  Médaille d'or de lutte libre en catégorie poids mouches aux Jeux olympiques d'été de 1972 à Munich.

- Jeux asiatiques
  -  Médaille d'argent de lutte libre en catégorie poids mouches aux Jeux asiatiques de 1970 à Bangkok.